# Miofibroblastoma en empalizada de ganglio linfático
El miofibroblastoma en empalizada de ganglio linfátoco (MEGL) es un tumor primario raro de los ganglios linfáticos, que clásicamente se presenta como una masa inguinal.
Afecta predominantemente a varones de edad media.

## Signos y síntomas
El MEGL se presenta como una adenopatía indolora. Normalmente se localizan en la región inguinal y crecen despacio.
Los signos y síntomas son inespecíficos, no es posible diagnosticar un MEGL por los síntomas y la forma en qué se presentan.
El principal diagnóstico diferencial de MEGL es una metástasis de cáncer, p. ej. carcinoma de células escamosas, melanoma maligno y adenocarcinoma. 

## Diagnóstico
El MEGL se diagnostica mediante el examen del tejido por un patólogo. 
Tiene un borde periférico de tejido linfoide (restos del ganglio linfático) y contiene células fusiformes con núcleos en empalizada. Es común la existencia de extravasación de eritrocitos y generalmente se observan vasos sanguíneos rodeados por colágeno con (finos) haces (fibras amiantoides) periféricos.

La inmunohistoquímica para actina de músculo liso y ciclina D1 es característicamente positiva. El principal diagnóstico diferencial histológico es el  schwannoma, sarcoma de Kaposi y hemangioendotelioma.

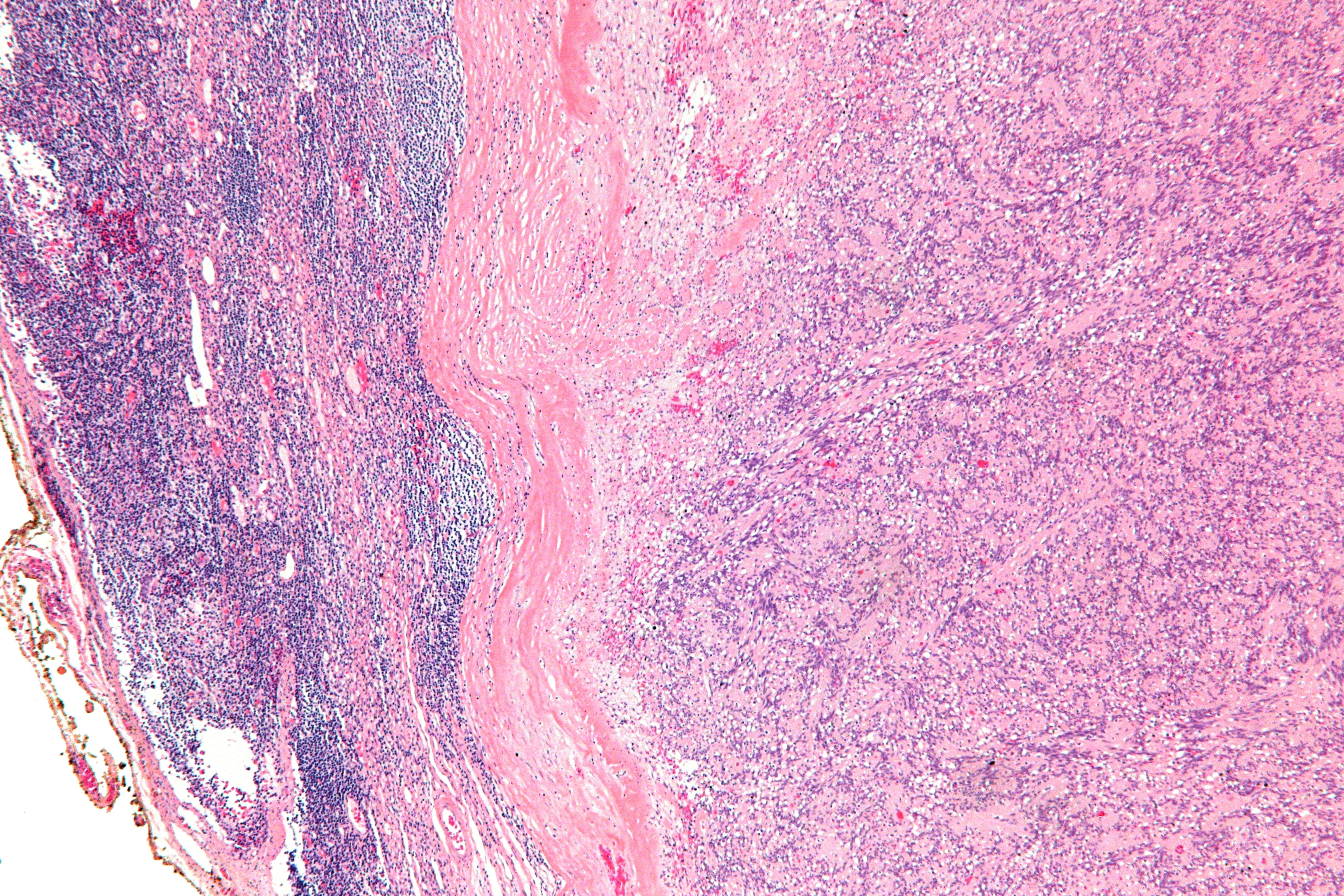
Baja magnificación.
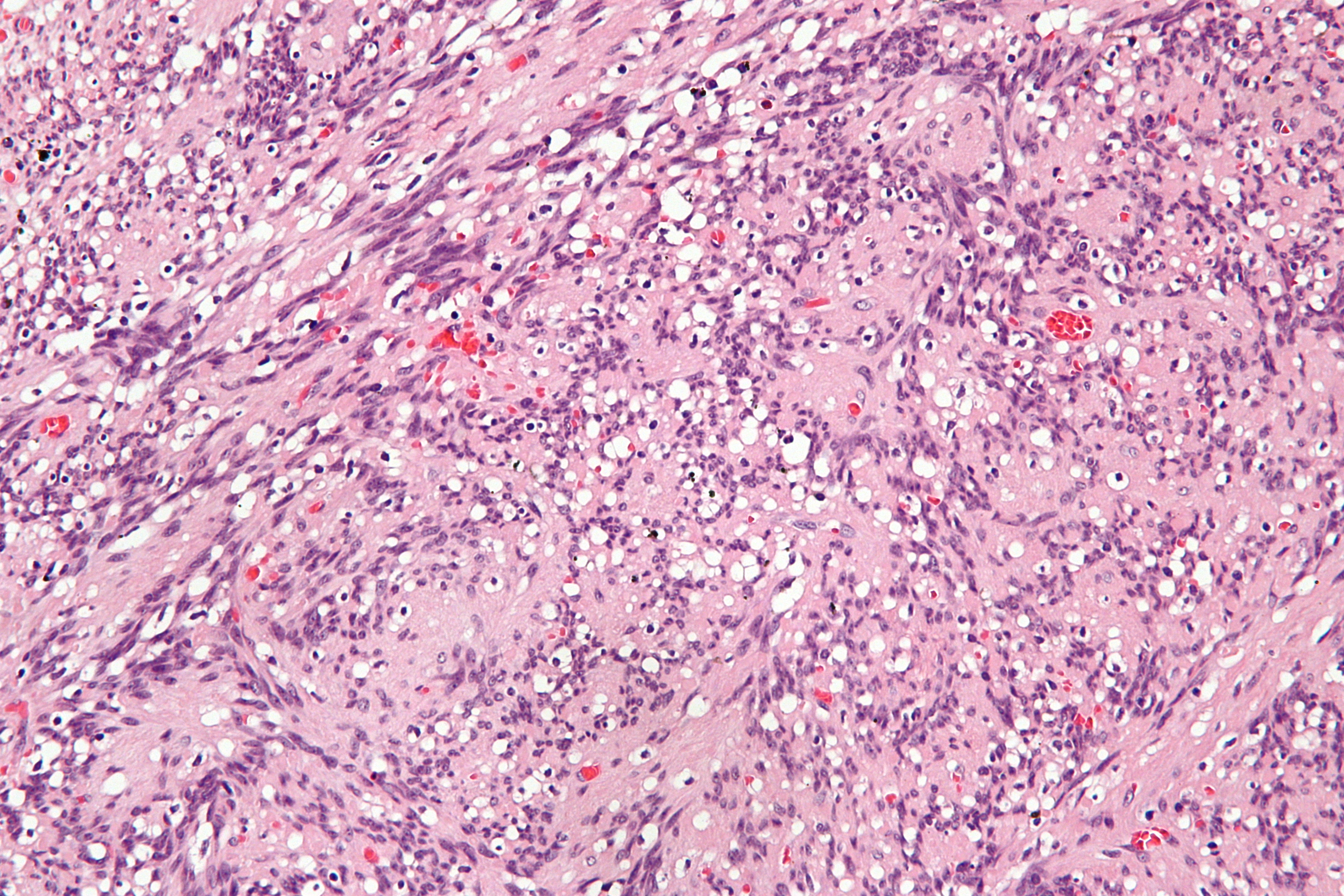
Alta magnificación.

## Tratamiento
Se considera que la escisión quirúrgica es curativa. Raramente se han reportado recurrencias.